# Luta Galhofa
La luta galhofa, ou plus simplement galhofa, maluta, ou luta tradicional transmontana, est un sport de combat portugais, et plus spécifiquement une lutte traditionnelle portugaise, proche de la lutte gréco-romaine. Originaire de Tras-Os-Montes, elle est pratiquée dans le Nord du Portugal, notamment dans la région de Bragance.  Sorte de wrestling tradicional, particulièrement riche en termes moteurs, elle est actuellement considérée comme la seule lutte au corps à corps ayant des origines portugaises, et typiquement portugaise. Soumise à des règles et des valeurs précises, elle mobilise une série de techniques de lutte ancestrales dont la transmission se faisait au départ de façon informelle, d'une génération à l'autre, à l'oral. Elle permet aux hommes l'ayant acquise de se défendre et d'immobiliser leurs adversaires. Dans le Soito, à Sabugal, la luta galhofa est appelée maluta.
Elle est apparentée au gauruni, ou "lutte traditionnelle lusitanienne", autre lutte traditionnelle ancienne pratiquée au moins depuis le XIXe siècle dans la municipalité de Sabugal.

## Histoire et règles de laluta galhofa

### Histoire et institutionnalisation
À l'origine, la lutte galhofa fait partie d'un rituel initiatique portugais pratiqué lors des fêtes marquant le passage des jeunes garçons (rapazes) à l'âge adulte, vers 18-20 ans,,. Traditionnellement, les luttes ont lieu en public pendant les "fêtes des jeunes garçons", les festas dos rapazes, la nuit, dans un enclos, une porcherie (corral) ou une grange (palheiro) dont le sol est couvert de paille. Les lutteurs, confinés dans l'enceinte, se battent sous les yeux de la foule, composée des habitants des localités auxquels ils appartiennent. Actuellement, la luta galhofa est encore pratiquée dans ce contexte pendant les festas dos rapazes de certains villages du district de Bragance. Elle a un caractère particulièrement important dans les tournois disputés entre des villages différents.
Depuis quelques années, les Maîtres et les lutteurs de luta galhofa s'efforcent faire basculer leur discipline des granges vers les gymnases, afin d'en faire une discipline sportive reconnue. Dans le cadre de son institutionnalisation, en 2011, l'institut polytechnique de Bragance inscrit la luta galhofa comme matière de son Cours Supérieur de Sport. La luta galhofa est alors intégrée dans les Licences en Sport et Éducation Physique, variante Enseignement, de l’École Supérieure d’Éducation,. Elle est enseignée par le professeur et maître José Bragada, initié à la galhofa dans sa jeunesse dans le contexte des luttes populaires. Depuis, le cours de luta galhofa est la discipline la plus demandée par les étudiants du cours de Sport de l’École Supérieure d’Éducation de Bragance.
Au départ réservée aux hommes, sa pratique en milieu populaire s'ouvre doucement aux femmes. Dans le cadre institutionnel, elle est une discipline mixte, accessible aux femmes, même si les combats opposent le plus souvent des lutteurs du même sexe. Les combattantes reconnaissent que la luta galhofa exige une certaine force physique, mais ajoutent qu'elle constitue néanmoins un sport agréable, par l'apprentissage déterminant des techniques de combat. La mise en place d'un règlement national officiel de luta galhofa est en cours à l'Institut Polytechnique de Bragance.

### Règles
Dans la lutte galhofa, les combats commencent toujours debout. L'objectif des lutteurs est de faire chuter et d'immobiliser leur adversaire au sol, en lui maintenant le dos et les deux épaules simultanément à terre pendant quelques secondes,, à l'instar du tombé gréco-romain. Comme dans la lutte gréco-romaine, les lutteurs doivent attaquer prioritairement avec leurs bras et le haut de leur corps.
Afin de faire chuter l'adversaire, les lutteurs emploient des techniques de prise de jambes, de tronc, et de soulèvement élaborées, donnant parfois lieu à des projections impressionnantes, de grande amplitude. Les lutteurs en cours d'immobilisation au sol utilisent des techniques de crispation de membres, serrement de bras, ou de retournements rapides pour se dégager de l'emprise de leur adversaire. Tous les types de mouvements violents, comme le fait de tirer, les coups de poing ou les coups de pied sont strictement interdits. Les lutteurs ne doivent pas sortir de l'enceinte, ou du tapis de combat. Les combats, particulièrement énergiques et rapides, exigent une excellente condition physique, et une certaine endurance.
Bien que la corpulence et la force physique soient des critères très importants, l'agilité et l'acquisition des techniques de combat constituent des facteurs déterminants. Ainsi, il n'est pas rare que des lutteurs ayant un petit gabarit, mais particulièrement souples et expérimentés, prennent le dessus sur des adversaires plus corpulents. Exemple remarquable de fair play, les combats commencent toujours par une accolade cordiale. Lorsque la situation est bloquée et que les lutteurs à bout de force constatent l'empate, l'un des deux lutteurs peut demander l'arrêt du combat. Les combattants doivent être torse nu, ou porter des hauts ajustés au corps, afin d'offrir le moins de prise possible, et déchaussés. Les pantalons doivent être faits en matériaux robustes, tels que le jean.